# HD171819
HD171819 — хімічно пекулярна зоря спектрального класу A5, що має видиму зоряну величину в смузі V приблизно  5,8.
Вона  розташована на відстані близько 329,1 світлових років від Сонця.